# Jiao Zhimin
Jiao Zhimin (chinês: 焦志敏: 1 de dezembro de 1963) é uma ex-mesa-tenista chinesa.

## Carreira
Jiao Zhimin representou seu país nos Jogos Olímpicos de 1988, na qual conquistou a medalha de prata em simples.